# RTK
Радіо Телебачення Косова (алб. Radio Televizioni i Kosovës, серб. Радио Телевизија Косова) це державна телерадіокомпанія Республіки Косово. До складу RTK входять телевізійний канал та 2 радіостанції: Radio Kosovo та Radio Blue Sky. Канал здійснює свої трансляції з Приштини. Міжнародну версію каналу можна дивитися через сателіт.
RTK є лідером за рейтингами, його дивляться 92.1 % населення Косова. Головні новини RTK, що виходять о 19.30 мають 74 % рейтингу.
Радіо також має високі рейтинги серед населення: Radio Kosova посідає друге місце серед радіостанцій з рейтингом 13 %, Radio Blue Sky, яке слухають 3.7 % населення, посідає 5 місце.
26 % новин на каналі йдуть мовами національниш меншин: сербською, боснійською, турецькою та ромською.